# Galium palustre var. palustre
Galium palustre subsp. palustre é uma variedade de planta com flor pertencente à família Rubiaceae. 
A autoridade científica da variedade é L., tendo sido publicada em Sp. Pl. 105 (1753).
Os seus nomes comuns são raspa-língua ou solda-dos-charcos.

## Portugal
Trata-se de uma variedade presente no território português, nomeadamente em Portugal Continental e no Arquipélago dos Açores.
Em termos de naturalidade é nativa das duas regiões atrás indicadas.

## Protecção
Não se encontra protegida por legislação portuguesa ou da Comunidade Europeia.